# 巴溫特湖
巴溫特湖是俄羅斯的湖泊，位於布里亞特共和國北部，該湖長16公里、寬9公里，面積165平方公里，平均水深17米，最大水深33米，海拔高度1,059米，湖水來自齊帕河和齊皮坎河。